# Velvet (zangeres)
Velvet (Helsingborg, 5 november 1975 als Jenny Marielle Petersson) is een Zweedse zangeres.

## Biografie
Petersson begon haar zangcarrière in het achtergrondkoor van diverse artiesten zoals Jessica Folcker, Lena Philipsson, Carola Häggkvist en Meat Loaf. Ze stond vijf jaar in het achtergrondkoor voor de Zweedse inzending voor het Eurovisiesongfestival. In 2006, 2008 en 2009 nam ze zelf deel aan de Melodifestivalen, de Zweedse voorronde van het Eurovisiesongfestival, maar de overwinningen gingen respectievelijk naar Carola Häggkvist, Charlotte Perrelli en Malena Ernman.
Petersson bracht haar eerste single uit in 2005. "Rock Down To (Electric Avenue)", een song met elementen uit Eddy Grants "Electric Avenue", was meteen een succes, de song stond 22 weken in de Zweedse Dance Charts. Na het uitbrengen van de tweede single "Don’t Stop Moving" in 2006 volgde een tour. Datzelfde jaar kwam het album "Finally" op de markt. De song "Mi Amore" stond dat jaar hoog in de hitlijsten in Rusland, Polen, Hongarije, Griekenland en Italië. Het werd in Bulgarije uitgeroepen tot song van het jaar. In 2007 kwam er een release van de single "Fix Me", met een nummer 14 notering in de Amerikaanse Dance Billboard charts. De single werd in augustus 2008 uitgebracht in het Verenigd Koninkrijk. Haar tweede album "The Queen" werd uitgebracht in maart 2009.

## Discografie

### Albums
- 2006 "Finally"
- 2009 "The Queen"

### Singles
- 2005 "Rock Down To (Electric Avenue)"
- 2006 "Don't Stop Moving"
- 2006 "Mi Amore"
- 2007 "Fix Me"
- 2007 "Chemistry"
- 2008 "Deja Vu"
- 2008 "Take My Body Close"
- 2009 "The Queen"
- 2009 "Come Into the Night"
- 2009 "My Destiny"